# Reiner Marcowitz
Reiner Marcowitz (né le 14 février 1960 à Rheydt en Allemagne) est un historien franco-allemand, professeur de civilisation allemande à l’université de Lorraine.

## Biographie
Reiner Marcowitz a fait des études d'histoire et de langue et littérature allemandes à l'université de Cologne. En 1992, il y a obtenu son doctorat avec une thèse intitulée Option für Paris? Unionsparteien, SPD und Charles de Gaulle 1958-1969. Son directeur de thèse a été tout d’abord Andreas Hillgruber et, après la mort de celui-ci, Leo Haupts. Reiner Marcowitz a été ensuite assistant à l'Institut d'histoire de l'université technique de Dresde. En 1999, il a soutenu sa thèse d’État, intitulée Großmacht auf Bewährung. Die Interdependenz französischer Innen- und Auβenpolitik und ihre Auswirkungen auf Frankreichs Stellung im europäischen Mächtesystem 1814-15 – 1851-52. Son garant était Reiner Pommerin. Il a été nommé privat-docent d'histoire moderne et contemporaine, maître-assistant et enfin professeur des universités. En 2005, il était Senior Fellow au Collegium Pontes de Görlitz et en 2006, chercheur invité à l'Institut historique allemand de Paris (IHA).
Depuis 2007, il est professeur de civilisation allemande à l'Université Paul Verlaine de Metz (depuis 2012 : Université de Lorraine). Depuis 2008, il y codirige le Département d'études franco-allemandes. De 2010 à 2018, il était également directeur du Centre d'études germaniques interculturelles de Lorraine (CEGIL), l'unité de recherche des spécialistes d‘Allemagne de l'Université de Lorraine, et, de 2011 à 2015, directeur fondateur du Centre franco-allemand de Lorraine (CFALOR), le premier miroir français aux Pôles France (Frankreichzentren) en Allemagne. 
À l'Université de Lorraine, il dirige aussi un programme de Master interdisciplinaire trinational et il est responsable du programme doctoral « Interculturalité des littératures, des médias et des organisations ». De 2010 à 2021, il a été également professeur invité au 1er cycle franco–allemand de Sciences Po Paris à Nancy. Ses principaux intérêts de recherche portent sur l'histoire allemande et française des XIXe et XXe siècles, l'histoire des relations franco-allemandes et de la construction européenne ainsi que les effets de l'américanisation, de l'européanisation et de la mondialisation.
Il est membre de l'Association des Germanistes de l'Enseignement supérieur (AGES), du Comité franco-allemand des historiens (de 2008 à 2012 membre du bureau), de la Deutsche Gesellschaft für Auswärtige Politik et du Verband der Historiker und Historikerinnen Deutschlands. En 2019, il a été nommé membre titulaire du Conseil national des universités, mandat ayant été renouvelé en 2023 pour les quatre ans à venir.

## Ouvrages (sélection)
- « Option für Paris? Unionsparteien, SPD und Charles de Gaulle 1958–1969 », Studien zur Zeitgeschichte, vol. 49, Oldenbourg, Munich 1996  (ISBN 3-486-56165-0).
- avec Reiner Pommerin (dir.): Quellen zu den deutsch-französischen Beziehungen. Teil: 1815–1919 (= Quellen zu den Beziehungen Deutschlands zu seinen Nachbarn im 19. und 20. Jahrhundert, vol. 5). Wissenschaftliche Buchgesellschaft, Darmstadt 1997,  (ISBN 3-534-12779-X).
- Großmacht auf Bewährung. Die Interdependenz französischer Innen- und Außenpolitik und ihre Auswirkungen auf Frankreichs Stellung im europäischen Konzert 1814/15–1851/52 (= Beihefte der Francia, vol. 53). Thorbecke, Stuttgart 2001,  (ISBN 3-7995-7447-6).
- Der schwierige Weg zur Einheit. Die Vereinigung der deutschen Liberalen 1989/90. Wilhelm-Külz-Stiftung, Dresden 2002,  (ISBN 3-9808018-0-2).
- (Dir.): Reiner Pommerin: Mächtesystem und Militärstrategie. Ausgewählte Aufsätze. Böhlau, Cologne et al. 2003,  (ISBN 3-412-02603-4).
- Die Weimarer Republik 1929–1933 (= Geschichte kompakt). Wissenschaftliche Buchgesellschaft, Darmstadt 2004,  (ISBN 3-534-15154-2)  (2e éd. 2007; 3e éd. 2009; 4e éd. 2012; 5e éd. revisée 2018).
- (Dir.): Nationale Identität und transnationale Einflüsse. Amerikanisierung, Europäisierung und Globalisierung in Frankreich nach dem Zweiten Weltkrieg (= Ateliers des Deutschen Historischen Instituts Paris, vol.1). Oldenbourg, Munich 2007,  (ISBN 978-3-486-58508-7).
- avec Françoise Lartillot (dir.): Révolution française et monde germanique. L'harmattan, Paris 2008,  (ISBN 978-2-296-05177-5).
- avec Werner Paravicini (dir.): Vergeben und vergessen? Vergangenheitsdiskurse nach Besatzung, Bürgerkrieg und Revolution = Pardonner et oublier? (= Pariser historische Studien, vol. 94). Oldenbourg, Munich 2009,  (ISBN 978-3-486-59135-4).
- (Dir.): Ein « neues » Deutschland?. Eine deutsch-französische Bilanz. 20 Jahre nach der Vereinigung = Une « nouvelle » Allemagne? (= Ateliers des Deutschen Historischen Instituts Paris, vol. 7). Oldenbourg, Munich 2010,  (ISBN 978-3-486-59770-7).
- avec Ulrich Lappenküper (dir.): Macht und Recht. Völkerrecht in den internationalen Beziehungen (= Wissenschaftliche Reihe der Otto-von-Bismarck-Stiftung, vol. 13). Schöningh, Paderborn et al. 2010,  (ISBN 978-3-506-76899-5).
- avec Philippe Alexandre (dir.): La revue « Die Hilfe » 1894-1944: un laboratoire d'idées en Allemagne = Die Zeitschrift « Die Hilfe », 1894–1944: Ein Ideenlabor in Deutschland (= Convergences, vol. 56). Lang, Berne et al. 2011,  (ISBN 978-3-0343-0355-2).
- avec Michel Grunewald, Hans-Jürgen Lüsebrink, Uwe Puschner (dir.): France-Allemagne au XXe siècle - la production de savoir sur l'autre = Deutschland und Frankreich im 20. Jahrhundert – akademische Wissensproduktion über das andere Land. 4 volumes, Lang, Berne et al. 2011 et suiv.: Vol. 1: Questions méthodologiques et épistémologiques (= Convergences, vol. 64). 2011,  (ISBN 978-3-0343-1028-4); vol. 2: Les spécialistes universitaires de l'Allemagne et de la France au XXe Siècle (= Convergences, vol. 69). 2012,  (ISBN 978-3-0343-1203-5); vol. 3: Les institutions (= Convergences, vol. 75). 2013,  (ISBN 978-3-0343-1293-6); vol. 4: Les medias (= Convergences, vol. 82). 2014,  (ISBN 978-3-0343-1572-2).
- avec Hélène Miard-Delacroix (dir.): 50 ans de relations franco-allemandes. Nouveau monde éditions, Paris 2013,  (ISBN 978-2-36583-351-6).
- avec Philippe Alexandre (dir.): L'Allemagne en 1913 : culture mémorielle et culture d'avant-guerre. Presses universitaires de Lorraine, Nancy 2013,  (ISBN 978-2-8143-0153-5).
- avec Andreas Wilkens (dir.): Une « Europe des citoyens ». Société civile et identité européenne de 1945 à nos jours (= Convergences, vol. 80), Lang, Berne et al. 2014,  (ISBN 978-3-0343-1353-7).
- avec Laurent Jalabert, Arndt Weinrich (dir.): La longue mémoire de la Grande Guerre. Regards croisés franco-allemands de 1918 à nos jours, Septentrion, Villeneuve d'Ascq 2017,  (ISBN 978-2-7574-1586-3).